# 李蒙 (1937年)
李蒙（1937年5月—），山东博兴人，中华人民共和国政治人物，原副国级领导人。中国农工民主党党员，清华大学电机系电力自动化专业毕业，研究生学历，研究员级高级工程师。第九届全国人大常委会委员、全国人大环境与资源保护委员会副主任委员。第十届全国政协副主席。

## 生平
1955年至1960年清华大学电机系电力自动化专业学习。1960年至1965年清华大学电机系电力自动化专业研究生。1965年5月参加工作。
1992年至1993年担任四川省省长助理。1993年至1995年担任四川省副省长。1995年至1997年担任农工民主党中央副主席，四川省副省长。1997年至2007年任农工民主党中央副主席、常务副主席。1998年3月，第九届全国人大第一次会议上，他当选为全国人民代表大会常务委员会委员。2003年3月至2008年3月担任第十届全国政协副主席。